# Osen, Bulgarien
Osen (bulgariska: Осен) är ett distrikt i Bulgarien.   Det ligger i kommunen Obsjtina Krivodol och regionen Vratsa, i den nordvästra delen av landet, 80 km norr om huvudstaden Sofia.
Trakten runt Osen består till största delen av jordbruksmark. Runt Osen är det ganska tätbefolkat, med 111 invånare per kvadratkilometer.